# Ninh Cát Loan Châu
Ninh Cát Loan Châu (sinh ngày 15 tháng 9 năm 1973) là một ca sĩ người Mỹ gốc Việt. Cô được phát hiện đầu tiên bởi giám đốc âm nhạc Trúc Hồ ở trung tâm Asia năm 1996. Cô ấy tên thật là Ninh Thế Loan Châu, tuy nhiên cô ấy kết hợp của cha mẹ cô, tên đầu tiên (Cát, từ cha của cô và Loan, từ mẹ cô) để trình diễn sân khấu với tên Ninh Cát Loan Châu. Cô từng học trường tiểu học Đoàn Thị Điểm, và trường THPT Marie Curie tại Việt Nam. Loan Châu đến Hoa Kỳ năm 1991, và đoàn tụ với gia đình cô ở Westminster, California.
Loan Châu là người duy nhất theo âm nhạc trong gia đình. Như cô nhớ lại, cô lần đầu hát là khoảng 6 tuổi, trước mặt các bạn cùng lớp. Đến năm 8 tuổi, Loan Châu bắt đầu viết bài hát trẻ em để trình diễn cho bạn bè của cô. Từ đó, các thầy cô giáo trong trường đã để ý và cho phép cô tham gia câu lạc bộ. Ngoài ra, Loan Châu còn tham gia ca đoàn. Loan Châu trìu mến nói về thời gian này là một trong những đáng nhớ nhất một phần của tuổi thơ của mình. Năm 1995, 4 năm sau khi tới California, Loan Châu thắng tại một cuộc thi hát karaoke ở Ritz club ở Quận Cam, California. Vào năm 1996, sau một cuộc họp với Trúc Hồ, Loan Châu đã ký một hợp đồng độc quyền với trung tâm Asia. Vào tháng tư năm 1997, Loan Châu hát trong đầu tiên của cô, buổi biểu diễn ở Virginia, nơi cô đã trả tiền cho lần đầu tiên cô trình diễn. Năm 1999, cô bắt đầu xuất hiện trên sân khấu Paris by Night và trở thành một trong những ca sĩ được khán giả yêu mến nhất, bên cạnh Như Quỳnh, Bảo Hân, Tú Quyên, chị em Trúc Linh - Trúc Lam, Lynda Trang Đài và sau này là Như Loan, Bằng Kiều, Minh Tuyết, Thủy Tiên, Hồ Lệ Thu,... Năm 2000, cô tự thành lập "Loan Châu Music" như là một hãng âm nhạc của riêng mình. 
Sau khi rời Thúy Nga vào năm 2007, cô ít khi trình diễn, và vào cuối những năm 10 của thế kỷ XX, cô trở thành gương mặt đại diện cho Coast Surgery Center - thẩm mỹ viện đóng vai trò như là nhà tài trợ của chương trình Paris By Night 128 - Hành Trình 35 Năm (Phần 3) - Feel The Lights - chương trình mà cô đã xuất hiện trở lại vào 11 năm sau.
Năm 2017, Loan Châu bất ngờ xuất hiện trở lại trên sân khấu trung tâm Asia trong cuốn ASIA 80 và năm 2018 cô trở lại Trung tâm Thúy Nga cuốn PBN 128 - Hành Trình 35 Năm (Phần 3) và PBN 129 - Dynasty.

## Album
| Album #                             | Track listing |
| ----------------------------------- | --- |
| 1st Tình Hồng Cho Anh (1999)        | 1. Bên Anh Ngất Ngây (LV: Loan Châu) 2. Vẫn Hát Lời Tình Yêu (Dương Thụ) 3. Tình Hồng Cho Anh (LV: Loan Châu) 4. Biển Chờ (Bảo Chấn) 5. Bên Trời Hiu Quạnh (Quốc Dũng) 6. Thoáng Như Lời Tình Gọi (Hoàng Trọng Thụy) 7. Cho Rơi Những Bụi Tình (Hoàng Trọng Thụy) 8. Tình Em Sóng Biển (LV: Loan Châu) 9. Tôi Với Người Đã Quên (Hoàng Trọng Thụy) 10. Hoa Tím Ngày Xưa (Nhạc: Hữu Xuân, Thơ: Cao Vũ Huy Miên) |
| 2nd Tình Tôi Mới Lớn (2000)         | 1. Ai Cho Tôi Tình Yêu 2. Buồn Trong Đêm Mưa 3. Cuộc Tình Vạn Dặm 4. Tình Yêu Nỗi Nhớ - Hát Với Thế Sơn 5. Tình Mãi Bơ Vơ 6. Tình Tôi Mới Lớn 7. Tình Lá Bay 8. Tuổi 18 9. Nhớ Anh Trong Đêm 10. Chỉ Yêu Mình Anh |
| 3rd Nụ Hôn Thiết Tha (2000)         | 1. Tình Đầu 2. Nụ Hôn Thiết Tha 3. Đêm Liêu Trai 4. Quên Người Tình Xa 5. Khi Biết Yêu 6. Tóc Mây 7. Đêm Hoang Vắng 8. Cơn Mưa Lao Xao 9. Đôi Khi Em Muốn Khóc 10. Huyền Thoại Người Con Gái |
| 4th Khúc Ca Mùa Xuân (2002)         | 1. Khúc Ca Mùa Xuân (Quốc Hùng) 2. Vào Mộng (LV: Khúc Lan) 3. Chiều Hôm Ấy (Quốc Hùng) 4. Ước Hẹn (LV: Khúc Lan) 5. Tình Bay Theo Gió (LV: Khúc Lan) 6. Người Tù Trong Mắt Anh (Lê Xuân Trường) 7. Xin Được Làm Tình Cuối (Quốc Hùng) 8. Màu Nhiệm Tình Yêu (Lê Xuân Trường) 9. Bài Tango Màu Xanh (Song Ngọc) 10. Cười Lên Đi Anh Ơi (Lê Hựu Hà) 11. Mùa Xuân Đã Đến (Nguyễn Kim Thanh, Khúc Lan)             |
| 5th Mưa Dĩ Vãng (2003)              | 1. Cơn Mơ Hoang Đường 2. Chia Tay 3. Tôi Không Tin 4. Khúc Tình Nồng 5. Phố Mưa 6. Dấu Yêu - Hát Với Trần Thái Hòa 7. Bài Tango Xa Rồi 8. Mưa Dĩ Vãng 9. Vẫn Yêu Một Mình 10. Đừng Hỏi Vì Sao 11. Ánh Trăng Lẻ Loi 12. Cà Phê Đắng Trở Lại - Hát Với Don Hồ |
| 6th Anh Hãy Nói (2004)              | 1. Hãy Đến Bên Em 2. Anh Hãy Nói 3. Ghen Tương 4. Giọt Đắng Tình Yêu 5. Giọt Nước Mắt 6. Lời Hứa Mong Manh 7. Thầm Yêu 8. Em Vẫn Chờ Anh 9. Tình Xót Xa Thôi 10. Chỉ Là Phù Du 11. Vai Phụ (Bonus) - Bonus VCD: Anh Hãy Nói |
| 7th Khúc Tương Phùng (2005)         | 1. Lời Mở Đầu - Loan Châu 2. Khúc Tương Phùng 3. Buồn Làm Chi Vì Em 4. Mộng Dưới Trăng 5. Em Vẫn Nguyện Cầu Vì Anh 6. Chợt Nhớ Hơn Bao Giờ 7. Bên Cầu Ô Thước 8. Mùa Đông Trắng Mộng Chiều Xuân 9. Lối Anh Về Không 10. Em Là Của Riêng Anh 11. Hai Màu Nắng 12. Phút Chơi Vơi 13. Bài Tango Cuối Cùng |
| 8th Mẹ, Quê Hương & Tình Yêu (2007) | 1. Rằng Thì Là (Nguyễn Đình Lợi) 2. Hà Nội Mùa Vắng Những Cơn Mưa (Trương Quý Hải) 3. Nhớ Mưa Sài Gòn (Vĩnh Tâm) 4. Nhớ Ơn Mẹ (Đinh Trung Chính) 5. Đêm Đô Thị (Y Vân) 6. Nỗi Lòng Người Đi (Anh Bằng) 7. Tình Mẹ (Nguyễn Nhất Huy) 8. Mẹ Ơi Con Đã Biết (LV: Kỳ Anh) 9. Mưa Sài Gòn, Nắng Cali (Nguyệt Ánh) - Bonus Karaoke: 1. Nhớ Ơn Mẹ 2. Điều Ước                                                         |

## DVD

### Điều Ước (2007)
ĐĨA # 1
- Nhạc Phim : Mối Tình Học Trò
- Nói lên một thời tuổi học trò của khoản Loan Châu tại Marie Curie và mối tình đầu...

1. Rằng Thì Là (Nguyễn Đình Lợi)
2. Lời Quả Tim (Phạm Khải Tuấn)
3. Ánh Sáng Của Đời Tôi (Minh Châu)
4. Lại Gần Hôn Em - song ca với Quang Dũng
5. Khúc Tương Phùng (Hoài An)
6. Đôi Khi Em Muốn Khóc (Lời Việt: Lê Xuân Trường)
7. Sa Mạc Tình Yêu
8. Lỡ Một Lần Trú Mưa (Lời Việt: Vũ Xuân Hùng & Kỳ Anh)
9. Nhạc Phim : Bên Cầu Ô Thước (Hoài An)

ĐĨA # 2
1. Điện thoại - Song ca với Don Hồ
2. Chỉ Còn Mình Em (Huỳnh Nhật Tân)
3. Đợi Chờ (Lời Việt: Khúc Lan)
4. Chia Tay (Phạm Khải Tuấn)
5. Tình Dẫu Đắng Cây (Huỳnh Nhật Tân)
6. Em Vẫn Cầu Nguyện Vì Anh (Hoài An)
7. Nhạc Phim: Nhớ Ơn Mẹ (Đinh Trung Chính)
8. Điều Ước (Phạm Khải Tuấn)

- Chủ đề của DVD, nói lên những ước mơ của Loan Châu gỏi đến tất cả....
- Behind the scene

### MV
- Áo Trắng Áo Xanh (Hoài An) - thể hiện cùng 34 ca sĩ của trung tâm Thúy Nga

## Trung tâm hợp tác

### ASIA
| STT | Tên tiết mục | Thể hiện với                                                                                 | Chương trình                | Năm  |
| --- | --- | -------------------------------------------------------------------------------------------- | --------------------------- | ---- |
| 1   | Tình Cuồng Điên (Ngọc Trọng) | solo                                                                                         | ASIA 13                     | 1996 |
| 2   | Tango Tình (Anh Bằng) | solo                                                                                         | ASIA 14                     | 1997 |
| 3   | LK Yêu (Yesterday, Five Hundred Miles, I Give Her All My Love, Love Me With All Of Your Heart, To All The Girls I've Loved Before, I'd Love You To Want Me, Can’t Help Falling In Love, Torn Between Two Lovers, Let's Twist Again) | Lê Tâm, Shayla, Thanh Trúc                                                                   | ASIA 14                     | 1997 |
| 4   | Tình Là Sợi Tơ (Anh Bằng) | solo                                                                                         | ASIA 15                     | 1997 |
| 5   | Quên Đi (Trúc Hồ) | Thanh Trúc, Shayla                                                                           | ASIA 16                     | 1997 |
| 6   | Bên Em Là Biển Rộng (Bảo Chấn) | solo                                                                                         | ASIA 16                     | 1997 |
| 7   | Macarena | Shayla, Lâm Thúy Vân, Thanh Trúc, Trish Thùy Trang, Lâm Nhật Tiến, Lê Tâm, Gia Huy, Duy Linh | ASIA 16                     | 1997 |
| 8   | Đường Xưa (Quốc Dũng, Nguyễn Đức Cường) | solo                                                                                         | ASIA 17                     | 1997 |
| 9   | Sàigòn (Y Vân) | solo                                                                                         | ASIA 18                     | 1998 |
| 10  | Mùa Xuân Trong Đôi Mắt Em (Đức Huy) | solo                                                                                         | ASIA 19                     | 1998 |
| 11  | Những Mùa Thu Qua Trên Cuộc Tình Tôi (Trường Sa) | solo                                                                                         | ASIA 20                     | 1998 |
| 12  | Có Những Người Anh (Võ Đức Hảo) | solo                                                                                         | ASIA 21                     | 1998 |
| 13  | Kẻ Phụ Tình (Trúc Sinh, Lê Đức Long) | solo                                                                                         | ASIA 22                     | 1998 |
| 14  | Tuổi Ngọc (Phạm Duy) | solo                                                                                         | ASIA 23                     | 1999 |
| 15  | Cho Tôi Được Một Lần (Bảo Thu) | Lê Tâm, Gia Huy, Duy Linh, Thanh Trúc, Diệp Thanh Thanh                                      | ASIA 24                     | 1999 |
| 16  | Cỏ Xanh (Hoàng Bửu) | solo                                                                                         | ASIA 24                     | 1999 |
| 17  | LK Xe Đạp Ơi, Lời Nói Yêu Đầu Tiên (Ngọc Lễ) | Đặng Minh Thông, Lê Quốc Tuấn, Cardin Nguyễn, Duy Thành                                      | ASIA 80                     | 2017 |
| 18  | Giáng Sinh Phận Người (Lê Đức Long) | Thanh Lan                                                                                    | ASIA Christmas Special 2020 | 2020 |

### Thúy Nga
| STT | Tên tiết mục                                                                              | Thể hiện với | Chương trình       | Năm  |
| --- | ----------------------------------------------------------------------------------------- | --- | ------------------ | ---- |
| 1   | Chỉ Yêu Mình Anh (Hà Tích)                                                                | solo | Paris By Night 51  | 1999 |
| 2   | Mừng Tân Thế Kỷ (Tim Heintz, Randy Petersen, Khúc Lan)                                    | Lynda Trang Đài, Tommy Ngô, Bảo Hân, Spencer Nguyễn, Evan Lê, Phương Vy, Hoàng Ly, Don Hồ, Phi Phi, Như Quỳnh, Thiên Kim, Trúc Linh, Trúc Lam, Nguyễn Hưng, Thế Sơn, Lưu Bích                                                                            | Paris By Night 51  | 1999 |
| 3   | Tình Tôi Mới Lớn (Trần Quảng Nam)                                                         | solo | Paris By Night 52  | 1999 |
| 4   | Trai Thời Nay (LV: Lê Xuân Trường)                                                        | Bảo Hân, Lynda Trang Đài, Trúc Lam, Trúc Linh, Phương Vy | Paris By Night 52  | 1999 |
| 5   | Thiên Đường Là Đây (Lê Xuân Trường)                                                       | Bảo Hân, Lynda Trang Đài, Trúc Lam, Trúc Linh | Paris By Night 53  | 2000 |
| 6   | Tình Yêu Nỗi Nhớ (Trần Quảng Nam)                                                         | Thế Sơn | Paris By Night 53  | 2000 |
| 7   | Cô Tấm Ngày Nay (Ngọc Châu)                                                               | Bảo Hân, Như Quỳnh, Châu Ngọc | Paris By Night 53  | 2000 |
| 8   | Cuộc Tình Vạn Dặm (LV: Lê Quang)                                                          | solo | Paris By Night 55  | 2000 |
| 9   | Tư Chơi 2 (Nhóm Kịch Thúy Nga)                                                            | Quang Minh | Paris By Night 55  | 2000 |
| 10  | Đêm Liêu Trai (Thiên Vũ)                                                                  | solo | Paris By Night 56  | 2000 |
| 11  | Vào Mộng (LV: Khúc Lan)                                                                   | solo | Paris By Night 57  | 2000 |
| 12  | Bốn Màu Áo (Thanh Viên, Anh Thy)                                                          | Bảo Hân, Lynda Trang Đài, Trúc Lam, Trúc Linh, Như Quỳnh, Yến Mai, Phi Phi | Paris By Night 57  | 2000 |
| 13  | Bài Ngợi Ca Tình Yêu (LV: Phạm Duy)                                                       | solo | Paris By Night 58  | 2001 |
| 14  | Ba Nàng Thiếu Nữ (Lời: Phạm Duy)                                                          | Bảo Hân, Trúc Linh | Paris By Night 58  | 2001 |
| 15  | Nếu Anh Về Bên Em (Huỳnh Anh)                                                             | Trúc Lam, Trúc Linh | Paris By Night 59  | 2001 |
| 16  | Dưới Bóng Tre Làng (Hoàng Châu)                                                           | solo | Paris By Night 59  | 2001 |
| 17  | Tìm Về Chốn Cũ (Đặng Quang Vỹ)                                                            | Lynda Trang Đài, Trúc Lam, Trúc Linh | Paris By Night 60  | 2001 |
| 18  | Nuối Tiếc (Trịnh Nam Sơn)                                                                 | Thế Sơn | Paris By Night 60  | 2001 |
| 19  | Lắng Nghe Con Tim Hát (LV: Lê Hựu Hà)                                                     | solo | Paris By Night 61  | 2001 |
| 20  | Tái Ngộ Tại Tuyệt Tình Cốc (Nguyễn Ngọc Ngạn)                                             | Quang Minh, Hồng Đào, Trang Thanh Lan, Bé Mập, Nguyễn Thành, Nguyễn Hải, Andy Vũ, Amy Vũ | Paris By Night 61  | 2001 |
| 21  | Tuổi Đá Buồn (Trịnh Công Sơn)                                                             | Như Quỳnh, Thiên Kim, Trúc Lam, Trúc Linh, Lynda Trang Đài, Châu Ngọc, Bảo Hân, Như Loan, Tracy Phạm | Paris By Night 62  | 2001 |
| 22  | Như Là Tình Yêu (Tuấn Khanh)                                                              | Nguyễn Hưng | Paris By Night 62  | 2001 |
| 23  | Giấc Mơ Mùa Đông (LV: Nguyễn P.M.)                                                        | solo | Paris By Night 63  | 2002 |
| 24  | Tình Khúc Cho Em (Lê Uyên Phương)                                                         | Như Quỳnh, Trúc Lam, Trúc Linh, Lynda Trang Đài, Châu Ngọc, Bảo Hân, Tú Quyên, Như Loan, Tracy Phạm | Paris By Night 63  | 2002 |
| 25  | Trên Ngày Tháng Đã Qua (Từ Công Phụng)                                                    | solo | Paris By Night 64  | 2002 |
| 26  | Hãy Sống Cùng Tình Yêu (Hoài An)                                                          | Bảo Hân, Như Loan, Tú Quyên | Paris By Night 65  | 2002 |
| 27  | Tình Phiêu Lãng (Quốc An)                                                                 | Thế Sơn | Paris By Night 65  | 2002 |
| 28  | Chồng Sớm (Thành Công)                                                                    | Bảo Hân, Trúc Linh | Paris By Night 65  | 2002 |
| 29  | Mây Bốn Phương Trời (Ngô Thụy Miên)                                                       | solo | Paris By Night 66  | 2002 |
| 30  | Bài Tango Xa Rồi (Hoài An)                                                                | solo | Paris By Night 67  | 2002 |
| 31  | Ánh Trăng Lẻ Loi (LV: Kỳ Anh)                                                             | solo | Paris By Night 68  | 2003 |
| 32  | Lý Cây Đa (Lời: Phạm Duy)                                                                 | Bảo Hân, Trúc Linh | Paris By Night 69  | 2003 |
| 33  | Trả Lại Em Yêu (Phạm Duy)                                                                 | Trần Thái Hòa | Paris By Night 69  | 2003 |
| 34  | Bài Tình Ca Cho Kỷ Niệm (Trường Sa)                                                       | solo | Paris By Night 70  | 2003 |
| 35  | Tình Họ Hàng (Nguyễn Ngọc Ngạn)                                                           | Quang Minh, Hồng Đào, Kiều Linh | Paris By Night 70  | 2003 |
| 36  | Tìm Về Phố Xưa (Nhật Trung)                                                               | Lynda Trang Đài, Trúc Lam, Trúc Linh, Bảo Hân, Như Loan, Tú Quyên, Tâm Đoan, Phi Nhung, Minh Tuyết | Paris By Night 71  | 2003 |
| 37  | Mùa Đông Đã Quay Về (Nguyễn Duy An)                                                       | solo | Paris By Night 71  | 2003 |
| 38  | Tiếng Hát Từ Nhịp Tim (Tùng Châu, Nhật Ngân)                                              | Tú Quyên, Như Loan, Rebecca Quỳnh Giao | Paris By Night 72  | 2004 |
| 39  | Vai Phụ (Phạm Khải Tuấn)                                                                  | solo | Paris By Night 72  | 2004 |
| 40  | Dù Có Như Thế Nào (Diệu Hương)                                                            | Don Hồ | Paris By Night 73  | 2004 |
| 41  | LV Tình (Văn Phụng), Hờn Ghen (LV: Phạm Duy), Bình Minh Sẽ Mang Em Đi (LV: Đàm Vĩnh Hưng) | Như Loan, Minh Tuyết | Paris By Night 73  | 2004 |
| 42  | Hỏi Tình (Diệu Hương)                                                                     | solo | Paris By Night 75  | 2004 |
| 43  | LK Ghé Bến Sài Gòn (Văn Phụng), Sàigòn (Y Vân)                                            | Như Quỳnh, Bảo Hân, Minh Tuyết, Như Loan, Tâm Đoan, Hương Thủy, Hồ Lệ Thu | Paris By Night 75  | 2004 |
| 44  | Xuân Họp Mặt (Văn Phụng)                                                                  | Như Quỳnh, Bảo Hân, Thủy Tiên | Paris By Night 76  | 2005 |
| 45  | Du Xuân (An Thuyên)                                                                       | solo | Paris By Night 76  | 2005 |
| 46  | Còn Mãi Yêu Thương (Trần Quảng Nam)                                                       | solo | Paris By Night 77  | 2005 |
| 47  | Lời Cảm Ơn (Ngô Thụy Miên, Hạ Đỏ Bích Phượng)                                             | Khánh Ly, Lệ Thu, Hoàng Oanh, Tuấn Ngọc, Khánh Hà, Như Quỳnh, Minh Tuyết, Bằng Kiều, Thu Phương, Lưu Bích, Nguyễn Hưng, Thủy Tiên, Bảo Hân, Lương Tùng Quang, Thế Sơn, Trần Thái Hòa, Quang Lê, Như Loan, Tâm Đoan, Hồ Lệ Thu, Vân Quỳnh, Dương Triệu Vũ | Paris By Night 77  | 2005 |
| 48  | Mộng Đẹp (Tùng Châu, Quốc Dũng)                                                           | Như Loan, Hồ Lệ Thu | Paris By Night 79  | 2005 |
| 49  | Người Về Từ Giấc Chiêm Bao (Nguyễn Minh Anh)                                              | Bảo Hân | Paris By Night 79  | 2005 |
| 50  | Mộng Chiều Xuân (Ngọc Bích)                                                               | solo | Paris By Night 80  | 2006 |
| 51  | Hoa Hồng Tình Yêu (LV: Lê Xuân Trường)                                                    | solo | Paris By Night 81  | 2006 |
| 52  | Ngàn Thu Áo Tím (Ngọc Trọng)                                                              | Ngọc Liên | Paris By Night 84  | 2006 |
| 53  | Sao Em Nỡ Vội Lấy Chồng (Trần Tiến)                                                       | Như Quỳnh, Minh Tuyết, Hà Phương, Ngọc Liên, Tú Quyên, Hương Thủy, Thanh Trúc | Paris By Night 84  | 2006 |
| 54  | Những Bước Chân Âm Thầm (Y Vân, Kim Tuấn)                                                 | Minh Tuyết, Shayla, Tú Quyên, Trúc Lam, Trúc Linh, Bảo Hân, Như Loan, Thanh Trúc, Hồ Lệ Thu | Paris By Night 84  | 2006 |
| 55  | LK Chiều Xuân, Thì Thầm Mùa Xuân (Ngọc Châu)                                              | Bảo Hân, Như Loan, Tú Quyên, Hồ Lệ Thu, Thanh Trúc, Tâm Đoan, Hà Phương, Hương Thủy, Minh Tuyết | Paris By Night 85  | 2007 |
| 56  | Mộng Lành (Hoàng Trọng)                                                                   | solo | Paris By Night 85  | 2007 |
| 57  | Yêu Anh Thật Khó Nói (Tùng Châu, Thái Thịnh)                                              | Như Loan | Paris By Night 89  | 2007 |
| 58  | Cô Gái Việt (Hùng Lân)                                                                    | Bảo Hân, Như Loan, Hồ Lệ Thu, Hương Thủy, Tâm Đoan, Minh Tuyết, Tú Quyên, Hương Giang, Quỳnh Vi, Thanh Trúc, Ngọc Liên | Paris By Night 90  | 2007 |
| 59  | LK Thoi Tơ (Đức Quỳnh), Bến Nước Tình Quê (Mạnh Phát, Mộng Bảo)                           | Thanh Trúc | Paris By Night 90  | 2007 |
| 60  | Bởi Anh Không Thuộc Về Em (Trần Lê Quỳnh)                                                 | Don Hồ | Paris By Night 128 | 2019 |
| 61  | Vào Hạ (Lê Hựu Hà)                                                                        | Hương Thủy, Kỳ Phương Uyên, Hoàng Nhung, Hà Thanh Xuân, Tâm Đoan, Như Ý, Hạ Vy, Lam Anh, Trúc Lam, Trúc Linh, Như Loan, Diễm Sương, Băng Tâm, Mai Thiên Vân, Nguyễn Hồng Nhung, Phi Nhung, Quỳnh Vi, Ngọc Anh, Minh Tuyết                                | Paris By Night 128 | 2019 |
| 62  | LK Ngày Em Đi, Góc Phố Rêu Xanh (Nhật Trung)                                              | Lương Tùng Quang, Đăng Vinh | Paris By Night 129 | 2019 |
| 63  | Dáng Lụa Cung Tơ (Đức Trí)                                                                | Hoàng Anh Khang, Hương Thủy, Ngọc Anh, Như Ý, Băng Tâm, Quỳnh Vi, Minh Tuyết, Châu Ngọc Hà, Hoàng Nhung, Hoàng Mỹ An, Diễm Sương, Như Loan | Paris By Night 129 | 2019 |

### Tình
| STT | Tên tiết mục                         | Thể hiện với                                                     | Chương trình                      | Năm  |
| --- | ------------------------------------ | ---------------------------------------------------------------- | --------------------------------- | ---- |
| 1   | LK Trái Tim                          | Don Hồ, Philip Huy, Justin Nguyễn, Lưu Mỹ Linh, Helena Hồng Ngọc | Quê Hương Tình Yêu Và Tuổi Trẻ 15 | 2007 |
| 2   | Tình Yêu Và Giọt Nước Mắt (Xuân Nhi) | solo                                                             | Quê Hương Tình Yêu Và Tuổi Trẻ 15 | 2007 |
| 3   | Vị Đắng Tình Yêu (Nguyễn Minh Anh)   | solo                                                             | Quê Hương Tình Yêu Và Tuổi Trẻ 15 | 2007 |
| 4   | Hai Màu Nắng (Hoài An)               | solo                                                             | Quê Hương Tình Yêu Và Tuổi Trẻ 18 | 2011 |
| 5   | Ngày Xưa Hoàng Thị (Phạm Duy)        | Quang Dũng, Thanh Trúc                                           | Quê Hương Tình Yêu Và Tuổi Trẻ 18 | 2011 |

### Blue Ocean
| STT | Tên tiết mục                  | Thể hiện với | Chương trình                      | Năm  |
| --- | ----------------------------- | ------------ | --------------------------------- | ---- |
| 1   | Cánh Chim Viễn Xứ             | solo         | Vườn Hoa Âm Nhạc Và Tiếng Cười 10 | 2009 |
| 2   | LK Cô Bé Ngày Xưa, Nắng Chiều | solo         | Vườn Hoa Âm Nhạc Và Tiếng Cười 11 | 2009 |

### Minh Chánh Entertainment
| STT | Tên tiết mục                      | Thể hiện với | Chương trình                                  | Năm  |
| --- | --------------------------------- | ------------ | --------------------------------------------- | ---- |
| 1   | Bên Trời Hiu Quạnh                | solo         | Nam Vương & Hoa Hậu Người Việt Kỳ 7           | 2015 |
| 2   | Dấu Tình Sầu                      | solo         | Hoa Hậu Phụ Nữ Người Việt Kỳ 14               | 2018 |
| 3   | Nhật Ký Của Mẹ (Nguyễn Văn Chung) | solo         | Thương Về Miền Trung (Vol.15)                 | 2018 |
| 4   | Giáng Ngọc                        | solo         | Nam Vương & Hoa Hậu Người Việt Kỳ 15 (Vol.16) | 2018 |

### Trúc Sinh Entertainment
| STT | Ca khúc                                         | Thể hiện với | Chương trình                           | Năm  |
| --- | ----------------------------------------------- | ------------ | -------------------------------------- | ---- |
| 1   | Mẹ Ơi (Lê Tín Hương)                            | Solo         | Âm Nhạc & Tôi “Lòng Mẹ”                | 2021 |
| 2   | Bông Hồng Cài Áo (Phạm Thế Mỹ, Thích Nhất Hạnh) | Solo         | Âm Nhạc & Tôi “Lòng Mẹ”                | 2021 |
| 3   | Lòng Mẹ (Y Vân)                                 | Hoàng Mỹ Vân | Âm Nhạc & Tôi “Lòng Mẹ”                | 2021 |
| 4   | Một Mai Em Đi (Trường Sa)                       | Solo         | Trúc Sinh & Friends Season 1 Episode 3 | 2021 |
| 5   | Happy Father's Day (Lê Tín Hương)               | Solo         | Âm Nhạc & Tôi “Ngày Của Cha"           | 2021 |
| 6   | Chỉ Yêu Một Mình (Nguyễn Ngọc Thạch)            | Solo         | Âm Nhạc & Tôi “Nhạc Vũ Trường"         | 2021 |
| 7   | Tango Dĩ Vãng (Anh Bằng)                        | Solo         | Âm Nhạc & Tôi “Nhạc Vũ Trường"         | 2021 |